# Sân bay thành phố Göteborg
Sân bay thành phố Göteborg (IATA: GSE, ICAO: ESGP), tên cũ (hiện vẫn được sử dụng không chính thức) Säve Flygplats, là sân bay quốc tế thứ nhì của thành phố Göteborg, Thụy Điển. Sân bay này có cự ly 14 km về phía tây bắc trung tâm thành phố Göteborg, trên đảo Hisingen, Bohuslän, Thụy Điển. Sân bay này tọa lạc ở ranh giới của đô thị Göteborg. Trước khi hãng Ryanair hoạt động ở đây năm 2001, sân bay này đã phục vụ mỗi năm 9000 khách. Năm 2008, sân bay này đã phục vụ 844.000 lượt khách. Ngoài phục vụ các chuyến bay thương mại, sân bay này còn phục vụ các chuyến bay cứu hộ, bao gồm các chuyến bay của Tuần duyên Thụy Điển.
Đây là một sân bay phục vụ các hãng hàng không giá rẻ, gần trung tâm thành phố hơn sân bay lớn nhất của Göteborg (Sân bay Göteborg-Landvetter với 4,36 triệu lượt khách năm 2007). Sân bay này có thể phục vụ các loại máy bay như Boeing 767, Airbus A320 hay tương đương. Sân bay này cũng phục vụ cho hàng không tổng hợp, gồm 2 câu lạc bộ bay Aeroklubben i Göteborg và Chalmers.
Năm 1940, sân bay quân sự có tên Säve đã được xây dựng ở đây. Sân bay này đã bị đóng cửa năm 1969. Năm 1984, đường băng được nâng cấp. Năm 2001, sân bay được đổi tên và hãng Ryanair bắt đầu cung cấp các tuyến bay nối với London.

## Các hãng hàng không và tuyến bay
- Ryanair (Alicante, Girona, Glasgow-Prestwick, Hahn, London-Stansted, Marseille, Milan-Bergamo, Weeze)
- Wizz Air (Budapest, Gdansk, Warsaw)